# Eugenio Scacchi
Eugenio Scacchi (Napoli, 1854 – 1929) è stato un mineralogista italiano.

## Biografia
Figlio di Arcangelo Scacchi, dal 1890 fu docente all'università di Genova, ma nel 1893 passò all'università di Napoli sostituendo il padre deceduto proprio quell'anno.
Fu il primo a rilevare la presenza di natron e termonatrite nella lava eruttata dal Vesuvio nel 1859 e della hauerite nelle solfare di Raddusa.